# Dřevěnice
Dřevěnice je obec v okrese Jičín v Královéhradeckém kraji. Včetně části Dolánky v obci žije 300 obyvatel. V obci se od roku 1954 počátkem srpna pod záštitou ČOV každoročně koná největší volejbalový turnaje v Česku.

## Historie
První písemné zprávy pocházejí z roku 1387 o vsi Dolany (nynější část Dolánky) a z roku 1388, kdy se připomíná Jan z Dřevěnice. Ves rozšířil Havel z Dřevěnice v letech 1429–1454, pravděpodobně již majitel tvrze. Výslovně se tvrz se dvorem a vsí připomíná až roku 1511, kdy ji získal nejvyšší zemský sudí Jindřich Berka z Dubé na Dřevěnici. Ten zde zemřel roku 1541 a nápisový kámen s jeho erbem z nadpraží portálu (považovaný za náhrobník) je vsazen do renesanční budovy tvrze, přestavěné později na mlékárnu a sýpku. Jindřichův syn Zdeněk Leopold Berka z Dubé s manželkou Alenou ze Šelmberka přestavěli tvrz a založili zde rodinu, v níž se narodil pozdější pražský arcibiskup Zbyněk Berka z Dubé. Leopold ves Dřevěnici s tvrzí i dvorem roku 1560 prodal svému švagrovi Petrovi ze Šelmberka. Pozdějšími majiteli byli Jan Rudolf Trčka z Lípy, který Dřevěnici připojil k panství Kumburk, po něm Albrecht z Valdštejna a Rudolf z Tiefenbachu, který nechal tvrz zpustnout. Šternberkové vlastnili kumburské panství v letech 1663–1710 a dali do průčelí tvrze vsadit svůj erb. Trauttmansdorffové získali panství v roce 1710. Byli to zároveň poslední majitelé panství včetně pivovaru, které vlastnili až do roku 1945.

### Pivovar a sýrárna
V roce 1511 Jindřich Berka z Dubé vybudoval v obci pivovar. V letech 1621 – 1634 byl pivovar modernizován a postaveny nové sklepy. K pivovaru patřily chmelnice a dva rybníky, ze kterých se používal led na chlazení piva. Trauttmansdorffové vařili až třicet tisíc hektolitrů piva ročně. Po konfiskaci v roce 1945 byl majetek rodu rozparcelován. V roce 1948 získaly pivovar s budovami Mlékárenské závody v Jičíně. Pivovar ukončil provoz a začal se zde vyrábět sýr. Hospodářské budovy původního dvora převzaly Drůbežářské závody z Jaroměře a vybudovaly zde velkokapacitní výkrmny brojlerů. V roce 1994 získala tento majetek společnost MAVE ze Soběraze.
V roce 1993 byl jičínský mlékárenský závod společně s provozy v Dřevěnici a Kruhu u Jilemnice privatizován a od roku 2000 provozoval činnost pod názvem Krkonošské sýrárny a.s. Jičín. V roce 2001 byl provoz v Dřevěnici zmodernizován. V roce 2005 koupila sýrárnu v obci společnost Alimpex a.s. Postupně byla výroba sýrů ukončena a zůstal zde velkosklad mléčných výrobků.
V roce 1964 byla obec připojena k sousední Radimi, ale v roce 1990, na základě hlasování občanů, se opět stala samostatnou obcí.

## Obyvatelstvo
| Rok            | 1869 | 1880 | 1890 | 1900 | 1910 | 1921 | 1930 | 1950 | 1961 | 1970 | 1980 | 1991 | 2001 | 2011 | 2021 |
| -------------- | ---- | ---- | ---- | ---- | ---- | ---- | ---- | ---- | ---- | ---- | ---- | ---- | ---- | ---- | ---- |
| Počet obyvatel | 536  | 562  | 552  | 519  | 497  | 435  | 358  | 278  | 268  | 216  | 204  | 192  | 163  | 163  | 209  |
| Počet domů     | 54   | 55   | 56   | 56   | 70   | 71   | 73   | 71   | 63   | 56   | 54   | 70   | 72   | 79   | 79   |

## Části obce
- Dřevěnice
- Dolánky

## Společnost

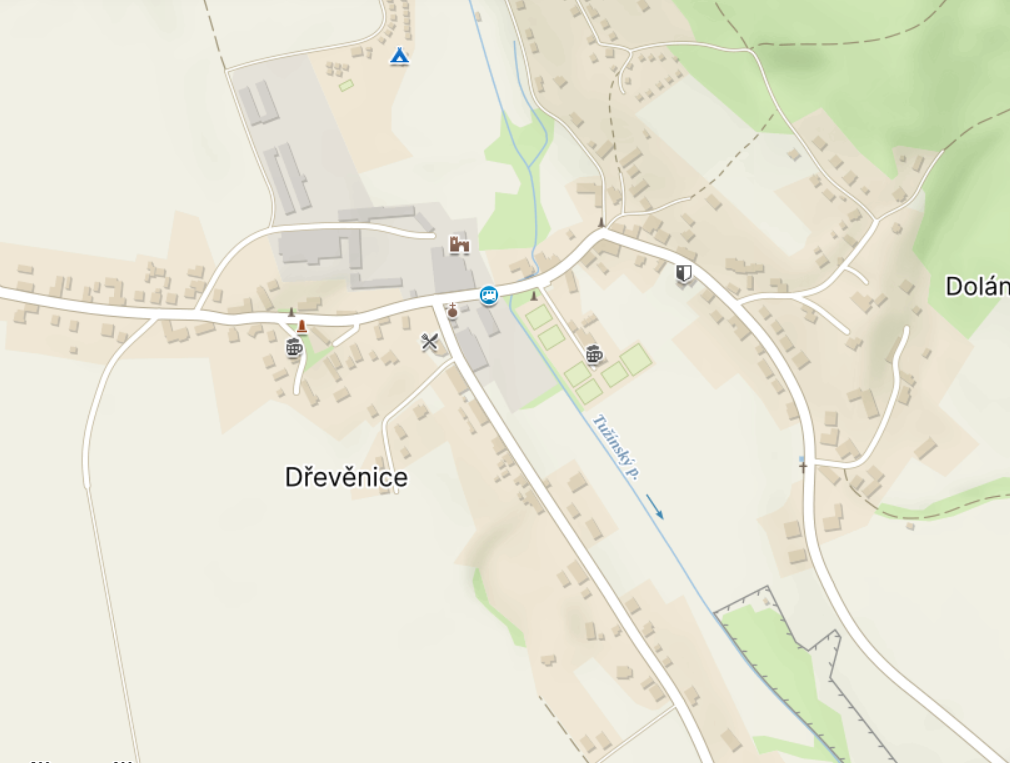
Dřevěnice na mapy.cz

Obec má vlastní veřejný vodovod postavený v roce 1997 s vodojem z roku 2015. Pro požární účely slouží menší požární nádrž, rekonstruovaná v roce 2017 i oba rybníky. Sbor dobrovolných hasičů byl založen v obci v roce 1892. Má vlastní prapor a vede již více než jedno století kroniku.
V roce 2001 proběhla v obci plynofikace. Kanalizaci s mechanicko-biologickou čistírnou odpadních vod vybudovala obec v roce 2014. Veřejné osvětlení celé obce bylo rekonstruováno v roce 2014.
Dřevěné roubenky většinou slouží jako rekreační objekty. V obci stojí celkem šestnáct původních roubených stavení a byly postaveny tři nové roubenky. Obcí protéká potok Tužínský potok. Kolem roku 2022 probíhala revitalizace rybníka Hlíza jako retenční nádrže.
Krajinu kolem obce lze využít k cykloturistice. V obci jsou dva soukromé penziony a dva kempy. Je zde také rozšířeno chataření a chalupaření. Obec leží  na hranicích Českého ráje a její západní výběžek sousedí s vesnickou památkovou zónou Studeňany. V blízkosti obce stojí zřícenina hradu Kumburk. 

## Volejbalová Dřevěnice
Oddíl TJ Sokol Dřevěnice oslavil v roce 2013 devadesát let od svého založení. Sportovní areál se v obci začal budovat již v padesátých letech dvacátého století. Na počátku jednadvacátého století jej tvoří deset antukových kurtů na hraní volejbalu a dva kurty na plážový volejbal. Během let byla vybudována klubovna se sociálním zařízením a ubytováním. Obec je proslulá největším volejbalovým turnajem v České republice, který se koná od roku 1954 každoročně počátkem srpna pod záštitou ČOV. Hraje se pod otevřeným nebem na deseti antukových kurtech a účastní se ho i týmy české extraligy nebo hosté ze zahraničí. V roce 1987 byla zaznamenána rekordní účast 589 družstev.

## Pamětihodnosti
- Hospoda Na Špici
- Tvrz Dřevěnice – původně gotická tvrz Berků z Dubé byla několikrát přestavována, počátkem 20. století zcela přestavěna pro hospodářské účely (drůbežárna a poté mlékárna)
- Raně barokní socha Panny Marie Vítězné z roku 1626. Původně byla postavena nad vesnicí na návrší. V roce 1986 byla opravena a přemístěna do centra obce. Je památkově chráněna.
- Sloup se sochou sv. Václava z roku 1735 – byl opravován v letech 1848, 1891, 1929 a 2011. Od roku 1958 je objekt památkově chráněn.
- Socha sv. Jana Nepomuckého z roku 1705 je umístěna ve výklenku malé kapličky blízko bývalé mlékárny. Byla několikrát opravována. Proběhla její kompletní rekonstrukce a kulturní nemovitou památkou.
- Kamenný kříž stojící na západním okraji obce byl také kompletně opraven. Kulturní nemovitou památkou byl prohlášen v roce 2019.
- Další památky místního významu byly většinou opravovány mezi lety 2010–2016.
  - Pískovcová socha Nejsvětější Trojice na podstavci stojí v zahradě roubené stavby čp. 40 byla postavena v roce 1896 z fundace Johanky Kudrové, která ke konci svého života zdědila větší majetek.
  - Kamenný kříž z roku 1862, který stojí na čtyřhranném podstavci na rozcestí do Dolánek.
  - Čtyřhranný kámen byl postaven jako vzpomínka na krvavou srážku zdejších protestantů s císařskou jízdou v roce 1634. Lze ho nalézt v lese mezi Dřevěnicí a obcí Stav.
  - Pomník padlým obětem I. světové války 1914–1918 tvoří pískovcový obelisk se sochou na čtverhranném podstavci a byl umístěn a odhalen 4. září 1921 před volejbalovým areálem. Vytvořil jej Josef Frýba z Vojic.
  - Dřevěná zvonička se zvonem z roku 1918 stojí u cesty na malém návrší přibližně v centru obce
  - Uprostřed areálu TJ Sokol Dřevěnice byla postavena novodobá plastika na které jsou pamětní desky vítězů mužské kategorie Volejbalové Dřevěnice.[7]

## Rodáci
- Zbyněk Berka z Dubé pražský arcibiskup a velmistr Rytířského řádu křižovníků s červenou hvězdou

## Galerie

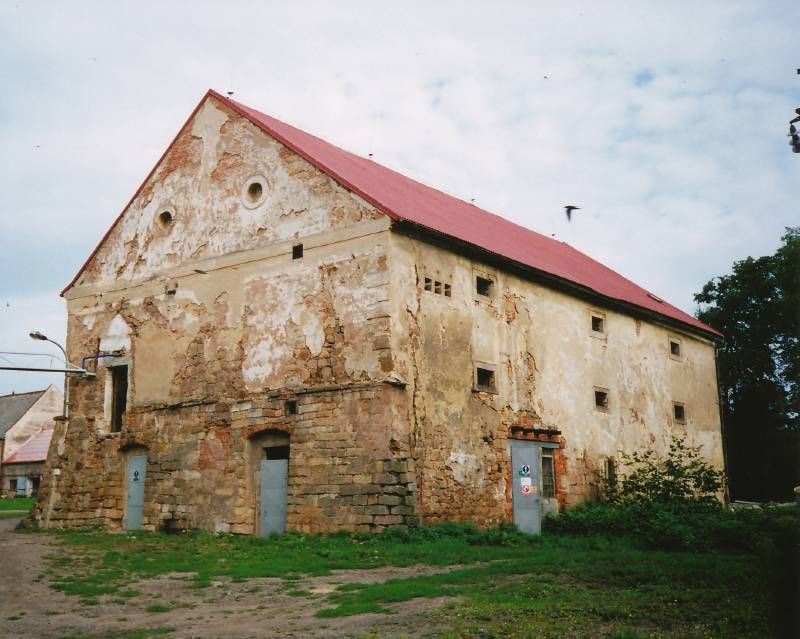
Bývalá tvrz
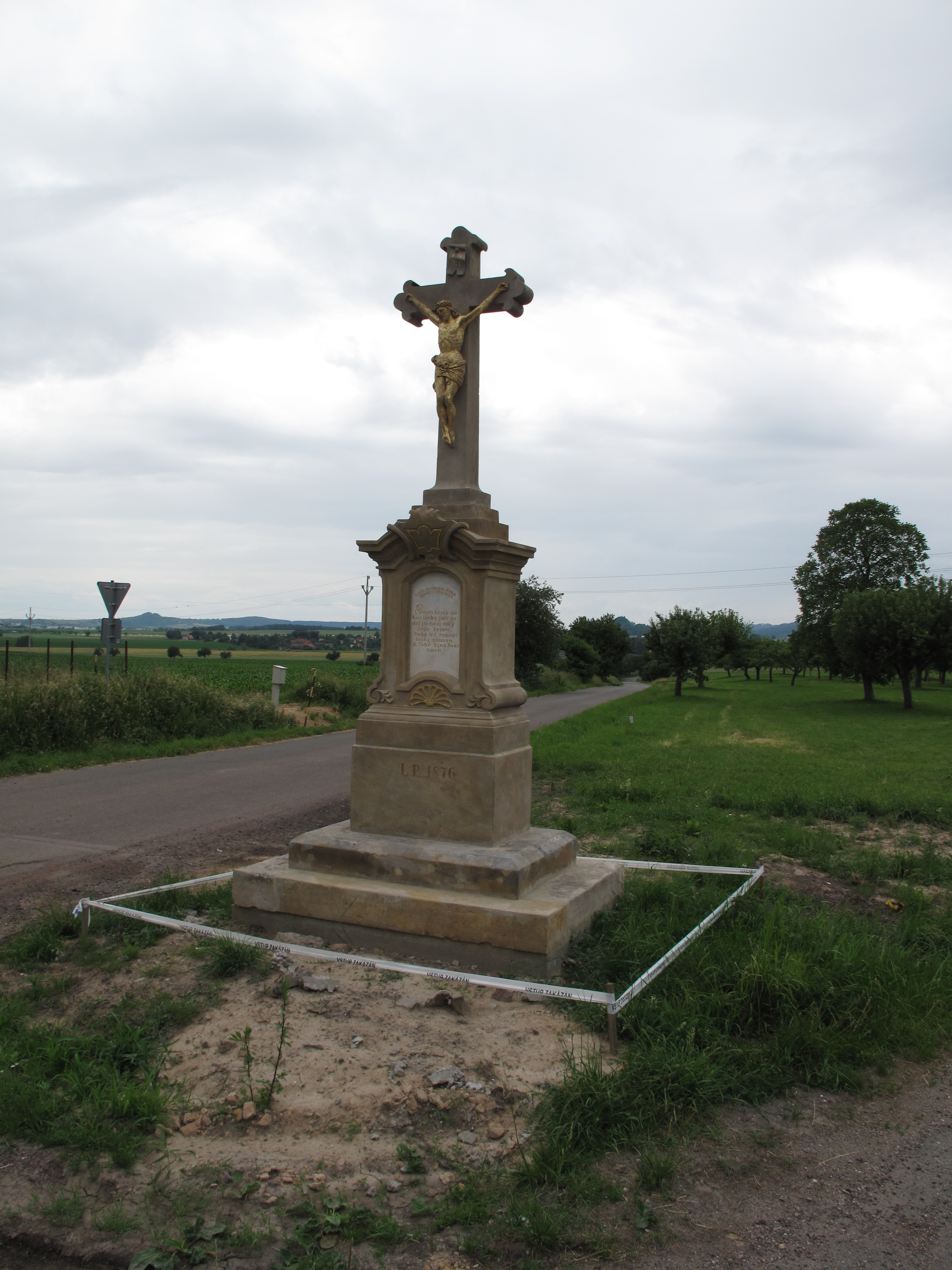
Krucifix
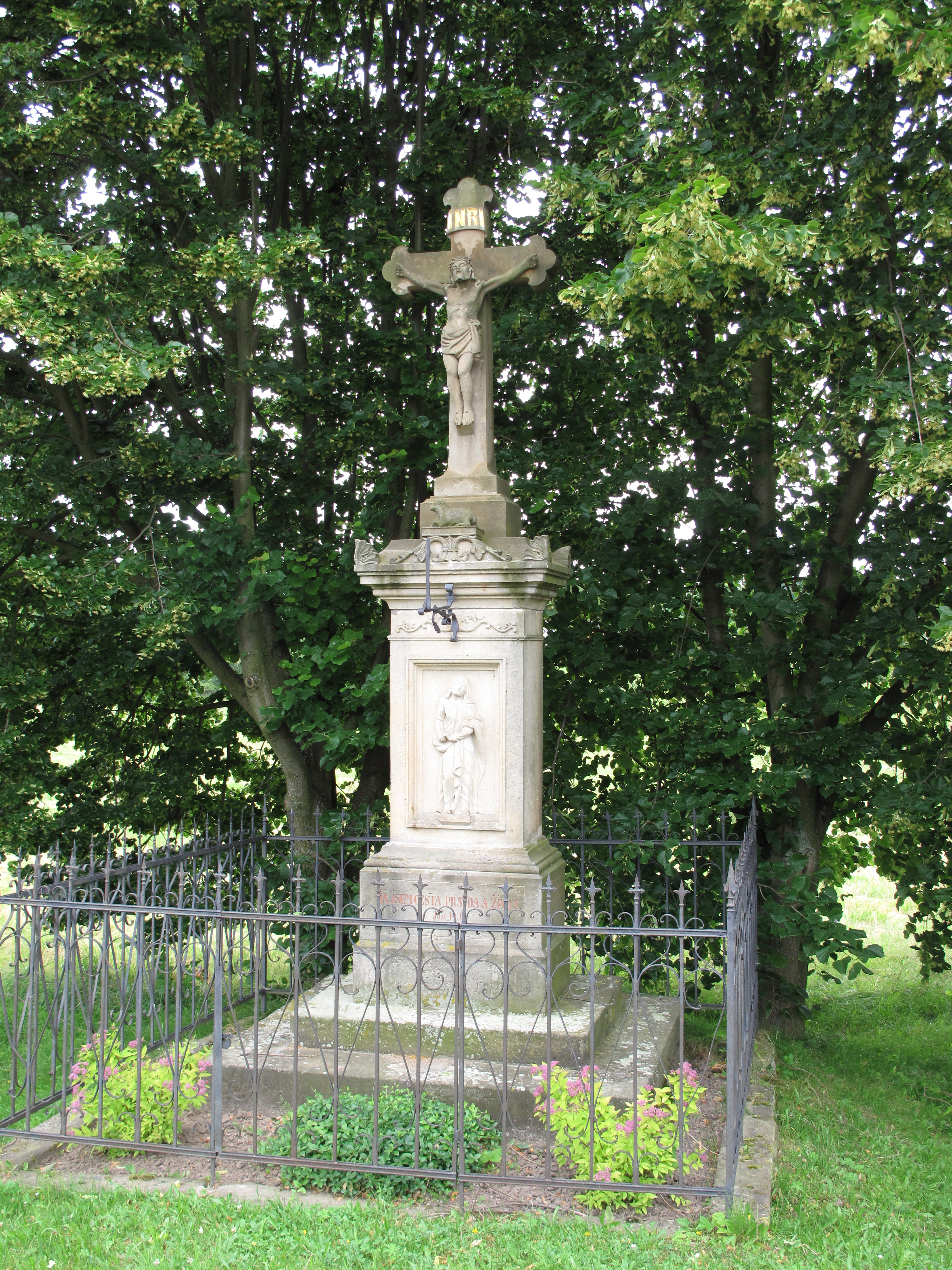
Kamenný kříž v Dolánkách
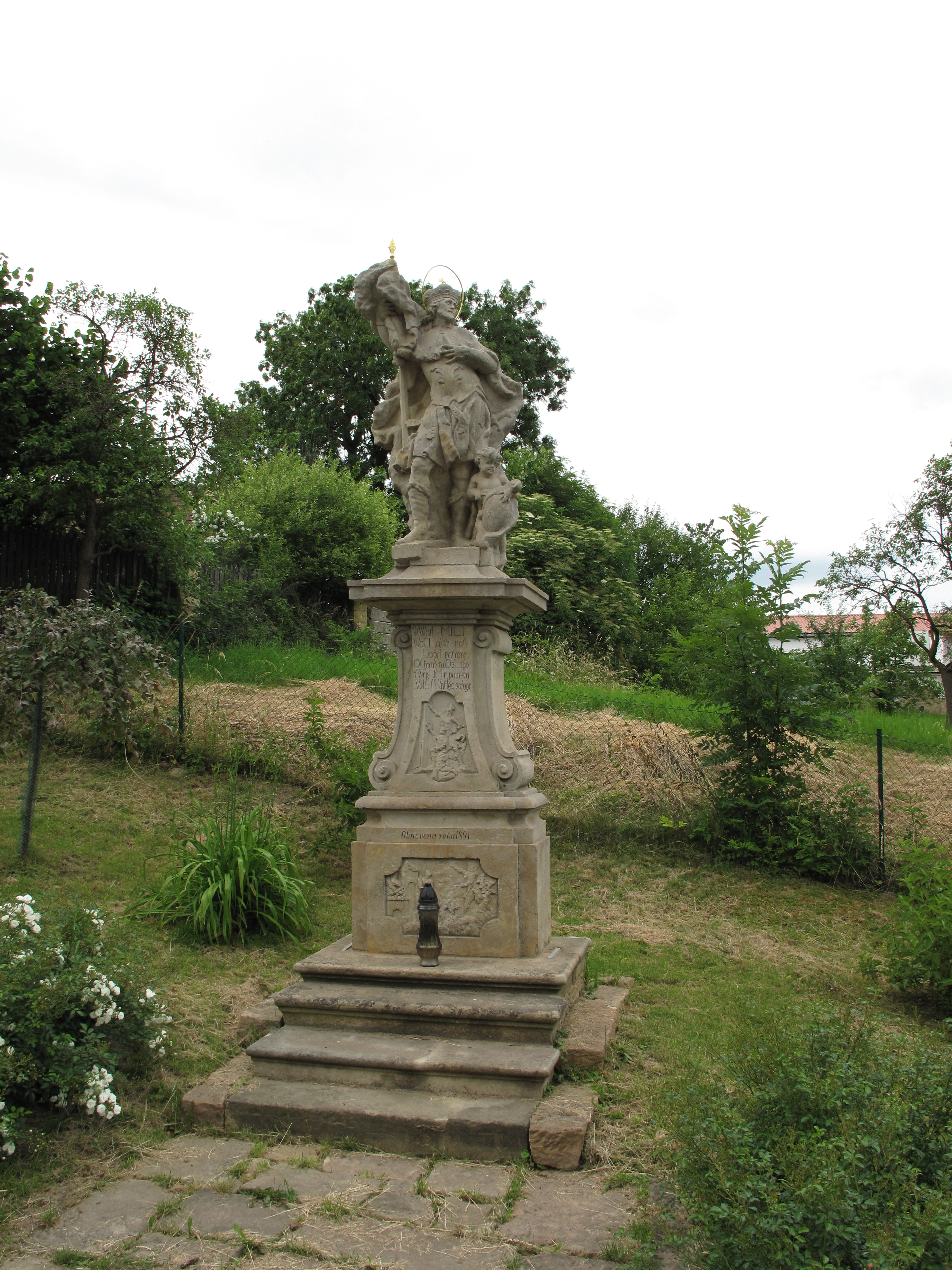
Pomník sv. Václava
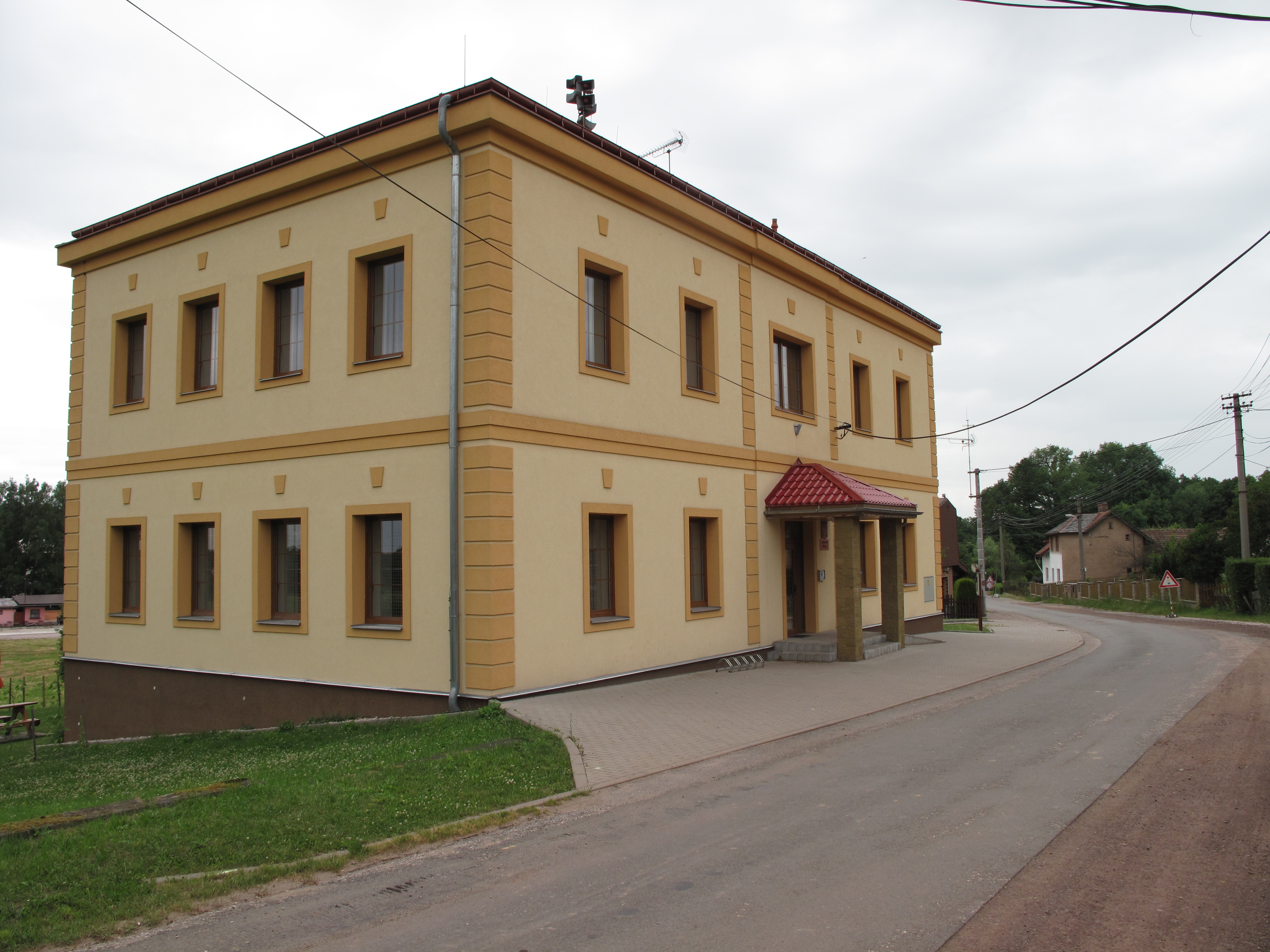
Obecní úřad
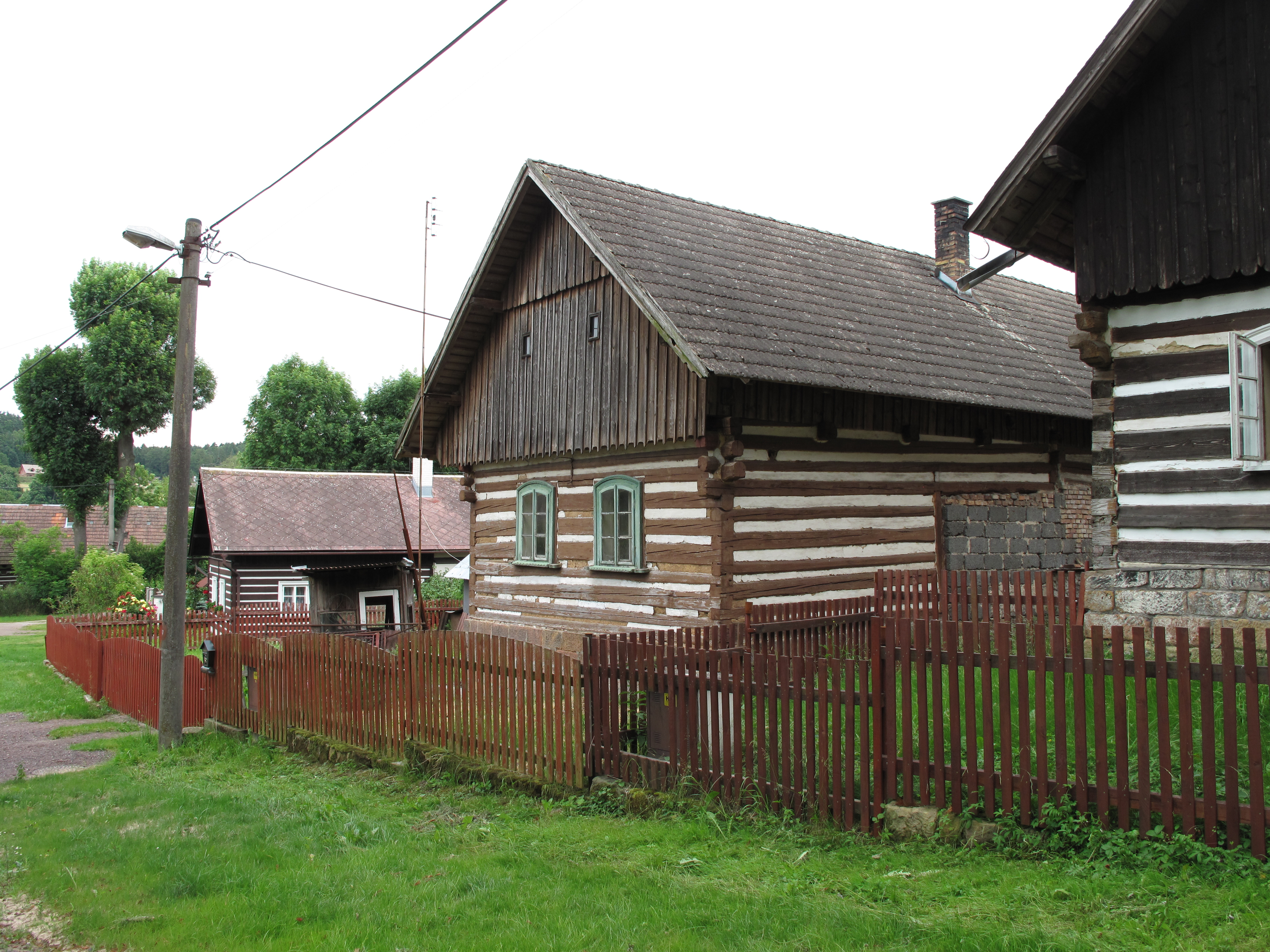
Roubenky čp. 13, 14, 15